# Erotica
Erotica é o quinto álbum de estúdio da artista musical estadunidense Madonna, lançado em 20 de outubro de 1992 através das gravadoras Maverick e Warner Bros. Foi lançado simultaneamente ao livro Sex, que contém fotografias explícitas da cantora. Ambos marcaram o primeiro lançamento da Maverick, sua própria empresa de entretenimento multimídia que consiste em produções audiovisuais. Descrito como um álbum conceitual sobre sexo e romance, em sua divulgação a intérprete apresentou o alter ego Mistress Dita, inspirada na atriz alemã Dita Parlo. Já outras canções adquirem um tom mais confessional e pessoal, inspirado principalmente pela perda de dois de seus amigos em decorrência do vírus da imunodeficiência humana (HIV).
Gravado entre outubro de 1991 e agosto de 1992, Erotica é um álbum predominantemente dance-pop que funde elementos de diversos gêneros em sua composição, incluindo hip-hop, house, techno e o new jack swing. Para a produção, Madonna colaborou com Shep Pettibone e André Betts, enquanto trabalhava em outros projetos como Sex e o filme A League of Their Own. Quando a cantora estava em Chicago, Pettibone enviou-lhe uma fita cassete com três gravações demos do qual ela gostou, e em outubro de 1991 começaram a gravar o material para o disco no apartamento do produtor em Nova Iorque. Nas sessões, ambos tiveram problemas com o sequenciador, e como resultado Pettibone tentou acelerar o processo mais rápido possível, pois não queria que Madonna perdesse o interesse por seu trabalho. Segundo ele, as composições da intérprete eram sérias e intensas — e fez com que a sua direção criativa os dirigissem para um território profundamente pessoal. O mesmo detalhou a produção da obra em um artigo intitulado "Erotica Diaries", publicado pela revista Icon.
Após o seu lançamento, Erotica recebeu críticas favoráveis de profissionais especializados, que o consideraram um dos álbuns mais ousados de Madonna e elogiaram sua abordagem por temas tabus e AIDS. Comercialmente, no entanto, obteve a recepção mais modesta de um disco da artista até então, liderado as tabelas de poucos países, como Austrália, Brasil, Finlândia e França. Nos Estados Unidos, obteve a segunda como melhor ocupação na Billboard 200, tornando-se o primeiro álbum de estúdio da cantora a não liderar a tabela desde sua estreia (1982). O material recebeu certificação de platina dupla pela Recording Industry Association of America (RIAA) e British Phonographic Industry (BPI). Atualmente, registra seis milhões de unidades faturadas ao redor do mundo.
Seis músicas foram lançadas como singles de Erotica, com destaque para os dois primeiros, a faixa-título e "Deeper and Deeper", que listaram-se nas dez primeiras posições da estadunidense Billboard Hot 100. Como forma de divulgação, Madonna apresentou-se em premiações e programas televisivos e deu início a quarta turnê de sua carreira, a The Girlie Show World Tour, que visitou cidades da América do Norte e Latina, Ásia, Europa e Oceania em 1993. Ofuscado devido à polêmica em torno de Sex, Erotica é considerado um dos trabalhos mais subestimados do catálogo da artista. Em retrospecto, foi listado como um dos 500 melhores álbuns da década de 1980 pela Slant Magazine e um dos mais revolucionários de todos os tempos pelo Hall da Fama do Rock and Roll. Diversos críticos o citaram como influência para cantoras como Britney Spears, Christina Aguilera e Janet Jackson.

## Antecedentes

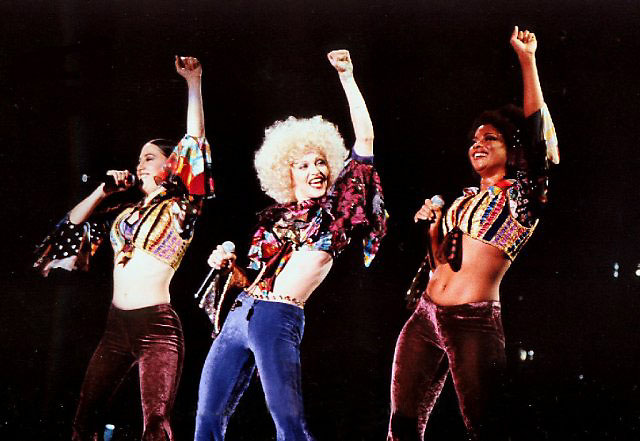
Madonna executando "Deeper and Deeper" durante sua The Girlie Show World Tour, em 1993.

Dez anos depois de assinar seu primeiro contrato de gravação com a Sire Records, em 1992, Madonna fundou sua própria empresa de entretenimento multimídia, a Maverick, consistindo em uma gravadora (Maverick), uma produtora de filmes (Maverick Films), e divisões associadas à lançamentos musicais e de livros, radiodifusão e publicidade. O acordo foi uma joint venture com a Time Warner, que pagou a cantora um adiantamento de 60 milhões de dólares e lhe deu 20% de royalties em seus empreendimentos musicais, uma das taxas mais altas do setor, igualada na época apenas pela de Michael Jackson, que foi criada um ano antes com a Sony. Madonna mencionou que imaginava a empresa como um "laboratório de ideias artístico" e a comparou a um cruzamento entre o Bauhaus, o "inovador" instituto de artes alemão formado em Weimar em 1919, e o The Factory, estúdio de gravação pertencente a Andy Warhol com sede em Nova Iorque; a este respeito, a cantora afirmou: "Começou como uma vontade de ter mais controle. Há um grupo de escritores, fotógrafos, diretores e editores que conheci ao longo da minha carreira e que quero levar comigo aonde quer que eu vá. Quero incorporá-los à minha pequena fábrica de ideias. Também entrei em contato com muitos jovens talentos que sinto que têm algo empreendedor a seu favor". Os dois primeiros projetos da empresa foram Erotica, seu quinto álbum de estúdio, e um livro de mesa com fotos dela nua, intitulado, Sex.
Madonna colaborou principalmente com Shep Pettibone para o álbum. Ambos começaram a trabalhar juntos durante a década de 1980, fazendo remixes para vários de seus singles. Mais tarde, ele co-escreveu e co-produziu a principal música de trabalho do álbum I'm Breathless, "Vogue", que liderou a tabela estadunidense Billboard Hot 100 em 1990. No mesmo ano, Pettibone trabalhou com Madonna em sua coletânea de grandes sucessos, The Immaculate Collection, no qual co-produziu a música inédita "Rescue Me" e remixou suas canções anteriores usando a tecnologia de áudio QSound. Dois anos depois a dupla se reuniu novamente para gravar "This Used to Be My Playground", produzida durante as sessões de Erotica e utilizada nos créditos finais do filme A League of Their Own, estrelado pela cantora. Tornou-se o seu décimo número um na Billboard Hot 100, fazendo dela a artista feminina com a maior quantidade de músicas nessa posição na época. Juntamente com Pettibone, Madonna contou com a ajuda do produtor André Betts, que anteriormente co-produziu "Justify My Love" para The Immaculate Collection. Ela explicou que estava interessada em trabalhar com eles devido às suas capacidades de permanecerem ligados ao underground; "Eles vêm de extremos opostos em termos de estilo musical e abordagem lírica, mas ambos estão ligados às ruas e ainda são jovens e criativos".

## Desenvolvimento
"Eu me lembro quando Madonna e eu começamos a trabalhar juntos em Erotica. Estávamos ouvindo em meu home studio uma das primeiras músicas e me virei para ela e disse: 'É ótimo, mas não é 'Vogue'. Ela me disse que nem todas as músicas poderiam ser 'Vogue' – nem todo corte poderia emergir como o disco mais vendido de todos os tempos. Ela estava certa, mas eu pressionei o meu caso de qualquer maneira: "Eu acho que estou sempre tentando me superar, a próxima coisa deve ser maior que a anterior." Madonna apenas se virou e me olhou diretamente nos olhos. Ela disse, "Shep, não importa quão feroz seja alguma coisa, você não pode fazer a mesma coisa duas vezes."

—
Produtor Shep Pettibone em artigo publicado pela revista Icon.
Após o lançamento de The Immaculate Collection, em meados de 1991, Pettibone começou a trabalhar em novas músicas: "Eu sabia que poderia fazer algo ótimo depois de 'Vogue' e 'Rescue Me', então comecei a montar faixas com meu assistente, Tony Shimkin". Ele e Shimkin criaram uma fita demo com três canções e a enviou para Madonna, que estava em Chicago filmando A League of Their Own; ela a ouviu e gostou de todas as músicas. Em outubro, após o término das filmagens, Madonna encontrou Pettibone na cidade de Nova Iorque para começar a trabalhar em mais demos. Anthony Shimkins lembrou que a cantora trouxe consigo um "livro cheio de letras e ideias de melodia". Petibone criava às músicas e ela as letras. Shimkin programaria um computador Macintosh para tocar partes de percussão e sintetizador e as transferiria para um gravador; então, Madonna gravaria seus vocais. De acordo com o autor Mark Bego, no primeiro lote de músicas em que trabalharam estava a faixa-título, "Deeper and Deeper", "Bad Girl", "Thief of Hearts" e "Rain". O produtor descreveu seu horário de trabalho como "esporádico", porque a cantora dividia seu tempo com outras atividades: ela estava trabalhando com Steven Meisel em Sex e às vezes saía por duas semanas; ocasionalmente, ela também se encontrava com o produtor André Betts. No início, Madonna não gostou do primeiro grupo de músicas que gravou. De acordo com Mark Landeros, da revista Classic Pop, "a produção imaculada e brilhante de Pettibone foram a antítese do que [ela] imaginou" para Erotica. Ela queria que tivesse um "toque cru", como se tivesse sido gravado em um beco no Harlem.
Também surgiram problemas com o sequenciador que estava sendo utilizado; os processos informáticos demorariam demasiado e atrasariam as gravações. Pettibone teve que manter as coisas andando o mais rápido possível, pois não queria que Madonna perdesse o interesse pelas músicas. Também neste ponto, elas estavam ficando "um pouco melancólicas" ao oposto das ideias de letras "muito mais sérias e intensas" que a cantora estava tendo. Foi ideia dele escrever uma canção para o amigo de Madona, Martin Burgoyne, que havia falecido de HIV/AIDS, e que veio com os acordes de "In This Life"; ela escreveu a letra em 15 minutos. A faixa-título passou por "numerosas mudanças radicais" durante o processo de gravação, com quatro versões diferentes sendo gravadas; a intérprete primeiro cantava de uma maneira e depois decidia apagar tudo e recomeçar. Shimkin afirmou que a versão original não era "tão furtiva, sexy, suja e vulgar", até o processo de mixagem; nessa fase, a faixa ainda era uma "experimentação", mas quando perceberam que seria o single principal, uma "vibração diferente e mais sombria" foi assumida. Enquanto gravava Erotica, Madonna também trabalhava em Sex; para o livro, ela incorporou um alter ego com personalidade dominatrix chamado Mistress Dita, fortemente inspirado na atriz alemã Dita Parlo. Depois de ver o livro, Pettibone sugeriu que a cantora incorporasse o tema dominatrix na letra da canção: "'Você tem todas essas ótimas histórias [no livro]', eu disse a ela: 'Por que você não as usa na música?'". Madonna saiu do estúdio com uma cópia de Sex nas mãos, voltou e gravou seus vocais para "Erotica" de forma "muito fria"; Pettibone então percebeu que a canção "nunca mais seria a mesma". O refrão e a ponte foram totalmente alterados e a "psique" da música tornou-se "mais sexy, mais direta ao ponto".
Para "Deeper and Deeper", Madonna queria adicionar uma guitarra flamenca em seu instrumental, uma ideia da qual Pettinbone discordou, mas acabou cedendo. Mais tarde, ele decidiu adicionar castanholas para "realmente atingir o seu propósito". Segundo Shimkin, enquanto eles gravavam a música, Pettibone começou a cantar alguns versos de "Vogue"; a cantora, que ouviu e emulou, gostou do som e decidiu mantê-lo. Ela explicou mais tarde: "Quando estávamos realmente gravando, fazendo os vocais finais, eu comecei a pensar nisso por um segundo porque ['Vogue'] para mim é simplesmente um daqueles tipos de música agitada que fazem você se sentir bem". "Where Life Begins" foi a primeira obra do álbum que intérprete compôs com André Betts, que ficou satisfeito com sua temática explícita. Ela e Betts também trabalharam juntos em "Waiting", que incluí seus vocais em "Justify My Love", e portanto foi "uma venda fácil [para Madonna]". Durante uma pausa nas gravações, Shimkin e Pettibone saíram de férias para as Ilhas Cayman e Jamaica, respectivamente. Ter ouvido muito reggae em suas viagens os inspirou a criar a música "Why's It So Hard". "Did You Do It?" começou como uma piada; enquanto Madonna estava ausente, Betts começou a fazer um freestyle sobre o instrumental de "Waiting" depois de ser questionado se ele já teve um envolvimento sexual com a cantora. Ela gostou do resultado e decidiu manter a faixa no projeto. A inclusão de "Fever" foi um "feliz acidente". Madonna e Pettibone estavam trabalhando em "Goodbye to Innocence", uma música house que fala sobre "viver no centro de uma polêmica tempestade na mídia", mas, segundo a cantora, "[esta] simplesmente não estava funcionando [... ] a vibração não estava ornando". Quando eles decidiram tentar gravá-la pela última vez, Madonna começou a cantar trechos de "Fever", de Little Willie John; ela já havia assistido a um show de Peggy Lee, e sua interpretação da música "causou uma forte impressão [em mim]". Pettibone gostou de como soava e eles decidiram gravá-la. O problema, porém, era que nenhum dos dois sabia a letra completa. Madonna ligou para Seymour Stein, da Sire Records e, "dentro de uma hora, tínhamos as letras, a versão de Peggy Lee e a versão original da música em nossas mãos". "Fever" foi a última canção a ser gravada para Erotica.

## Estrutura musical
Erotica é um álbum conceitual sobre relações sexuais e amorosas. Liricamente, as músicas apresentam uma visão ousada e desafiadora da sexualidade humana abordando temas como BDSM, voyeurismo e fantasia sexual. Além disso, discute assuntos como auto-aceitação, homofobia, amor e racismo. Nele, Madonna incorporou um alter-ego chamado Mistress Dita, fortemente inspirado pela atriz Dita Parlo. Musicalmente, é um disco de dance-pop que incorpora elementos de disco clássico, modern house, techno e new jack swing. J. Randy Taraborrelli em sua biografia da cantora, Madonna: An Intimate Biography, avaliou que "era um caldeirão de música urbana dos anos noventa — hip hop e house misturados com o R&B mais convencional, apoiados por sintetizadores". "Erotica", a faixa de abertura do álbum e seu primeiro single, fala sobre o poder de sedução e submissão. Madonna canta: "Meu nome é Dita, serei sua amante esta noite / serei sua amada, querido, desligue a luz". A música traz referências explícitas ao BDSM, como: "Bondage é um jogo / que você e eu vamos jogar e nunca perder". Também se refere a obsessões sexuais e tem sido descrito como "uma ode ao sadomasoquismo". A faixa seguinte, "Fever", é uma regravação da música original (1958) de Peggy Lee. Retrabalhado em uma atmosfera house mais sofisticada e sedutora, apresenta Madonna cantando sobre a intensidade do desejo: "Você me dá febre / Quando você me beija / Febre quando você me abraça forte".
Em "Bye Bye Baby", Madonna canta sobre terminar um relacionamento e encontrar novos parceiros sexuais: "Continuo esperando, antecipando / Mas não posso esperar pra sempre". Em algum momento, ela pergunta com raiva; "Te faz sentir bem me ver chorar? Eu acho que faz". A Rolling Stone considerou "Deeper and Deeper", a quarta faixa, um dos momentos mais "puros" do disco. Sua ponte contém uma guitarra flamenca e as letras são sobre obsessão sexual. Contém um tom mais positivo em relação à sexualidade, com a intérprete cantando sobre a alegria de se desapegar do prazer: "Não consigo evitar me apaixonar, me apaixono cada vez mais fundo e mais fundo / Beijos enviados do paraíso / Eles ficam mais doces e mais doces quanto mais  eu os conheço". "Where Life Begins" apresenta uma metáfora sobre sexo oral, utilizando o genital feminino como ponto de partida da música e um duplo sentido para que o ouvinte tire suas próprias conclusões. A letra inclui versos como; "Desça... onde não posso me esconder / Desça... onde toda vida começa / Desça... é lá que está meu amor". Considerada a "faixa mais abertamente sexual" do disco, é a única que faz referência ao sexo seguro: "Estou contente que você trouxe sua capa de chuva/ Acho que está começando a chover". A seguinte, "Bad Girl", é um número mais triste, que fala sobre uma mulher que usa o sexo para lidar com a sua solidão e tristeza. A letra inclui a frase; "Garota má, bêbada às seis / Beijando os lábios de outro alguém / Fumei muitos cigarros hoje / Não fico feliz quando ajo desse jeito". A instrumentação é fornecida por piano e sinos, com a intérprete cantando algumas partes em falsete.
"In This Life" tinha uma ligação pessoal muito profunda com ela, e [tem] uma natureza organizada para permitir que sua vulnerabilidade transparecesse. Obviamente ["Bad Girl" era] uma letra altamente pessoal. Há um elemento cru e uma simplicidade que se presta ao vocal e à letra vulneráveis que ela transmite. Você realmente ouve a emoção na voz dela".
— Shimkin abordando "In This Life" em entrevista à revista Billboard em 2017.
A sétima música, "Waiting", foi descrita como uma das "baladas mais animadas" do álbum; começa com o som de um vinil antigo e áspero antes de iniciar uma nota de baixo deslizante, na qual uma Madonna desprezada e desafiadora enfrenta um ex-namorado que partiu seu coração, avisando na linha; "Não vá partir meu coração como você disse que faria". A Slant Magazine avaliou-a como uma sequência de "Justify My Love" (1990). Termina com a cantora pronunciando a frase; "Uh, da próxima vez que você quiser vagina, hein / Basta olhar no bebê espelho ... Uh ...". Em "Thief of Hearts", uma faixa "sombria e estridente", a intérprete usa a linguagem complexa do hip hop para se defender de uma rival que procura a atenção de um interesse amoroso em comum. Começa com o som de um vidro quebrando e a intérprete gritando; "Quenga! Qual perna você quer que eu quebre? e então brinca "a senhorita acha que pode ter um filho seu  / Bem, qualquer um pode fazê-lo". "Words" começa com um acorde "atmosférico", que é seguido pelo som de uma bateria eletrônica. Suas letras "afiadas" mostram a cantora atacando um namorado que "a conquistou com cartas românticas e depois usou as mesmas habilidades verbais para manipulá-la e humilhá-la"; também estão presentes na música os "efeitos de uma máquina de escrever" e os "programas barulhentos e acordes frios do sintetizador" de Pettibone. Segue-se, então, "Rain". Aqui, Madonna faz uma pausa nas causas sociais e dá ao álbum um aspecto mais comercial. Apesar da duplicidade da letra e das possíveis interpretações de "Eu sinto-a / ela está vindo" a artista, através de uma balada leve e romântica, faz com que o ouvinte relaxe e tenha, como dito anteriormente, uma experiência mais comercial. Apresenta duas partes faladas, "trovões de percussão", uma crescente no final e um lirismo que compara a chuva à ideia de estar apaixonado.

"Tudo começou como uma piada. Estávamos mixando "Waiting" e [Madonna] queria sair para comer. Enquanto ela estava fora, comecei a fazer rap ao som da música. Quando ela voltou, mostrei a ela o que fizemos e ela gostou. A próxima coisa que percebi foi que já estava no álbum".

— O produtor André Betts falando sobre o rap em "Did You Do It?".
"Why's It So Hard", uma obra com influências de reggae, trata de temas de justiça social e igualdade, bem como a luta pelos direitos humanos. A intenção de Madonna com esta música era aumentar a conscientização sobre a discriminação e o preconceito que os grupos marginalizados enfrentam em sociedade. Inicia-se com os versos: "Por que é tão difícil amar uns aos outros? / Por que é tão difícil amar?". Essas linhas destacam a mensagem central da faixa, que é um chamado para as pessoas tolerarem uns aos outros, independentemente de suas diferenças. Também reconhecem a dificuldades em alcançar este tipo de aceitação, uma vez que a discriminação e o preconceito são profundamente enraizado na sociedade. "In This Life" é uma homenagem a Keith Haring, amigo da cantora que morreu de AIDS durante o auge da pandemia de HIV nas décadas de 1980 e 1990. As letras são muito profundas e refletem a perda e a dor que ela e outras pessoas ao redor do mundo experimentaram durante este momento, e também a necessidade de compreensão e aceitação daqueles que vivem com o vírus. O refrão da música ecoa este sentimento: "Nesta vida, eu te amei acima de tudo, para quê? /'Porque agora você se foi e eu tenho que me perguntar: para quê?". Esse trecho pode ser entendido como a profundidade e o impacto duradouro que a perda de Haring teve sobre ela. A bateria, presente em seu instrumental, foi comparada a um Relógio do Juízo Final, e seu refrão lembra o da canção "Prelude No. 2", de George Gershwin. "Did You Do It?", apresenta os rappers Mark Goodman e Dave Murphy como artistas convidados, não apareceu na versão oficial de Erotica por causa de seu conteúdo explícito. Fechando o álbum, "Secret Garden" é considerado o tema mais pessoal de seu alinhamento. Ele contém um ritmo jazz-house e é dedicado a vagina da cantora, "o lugar secreto onde ela pode desfrutar de si mesma".

## Lançamento e arte

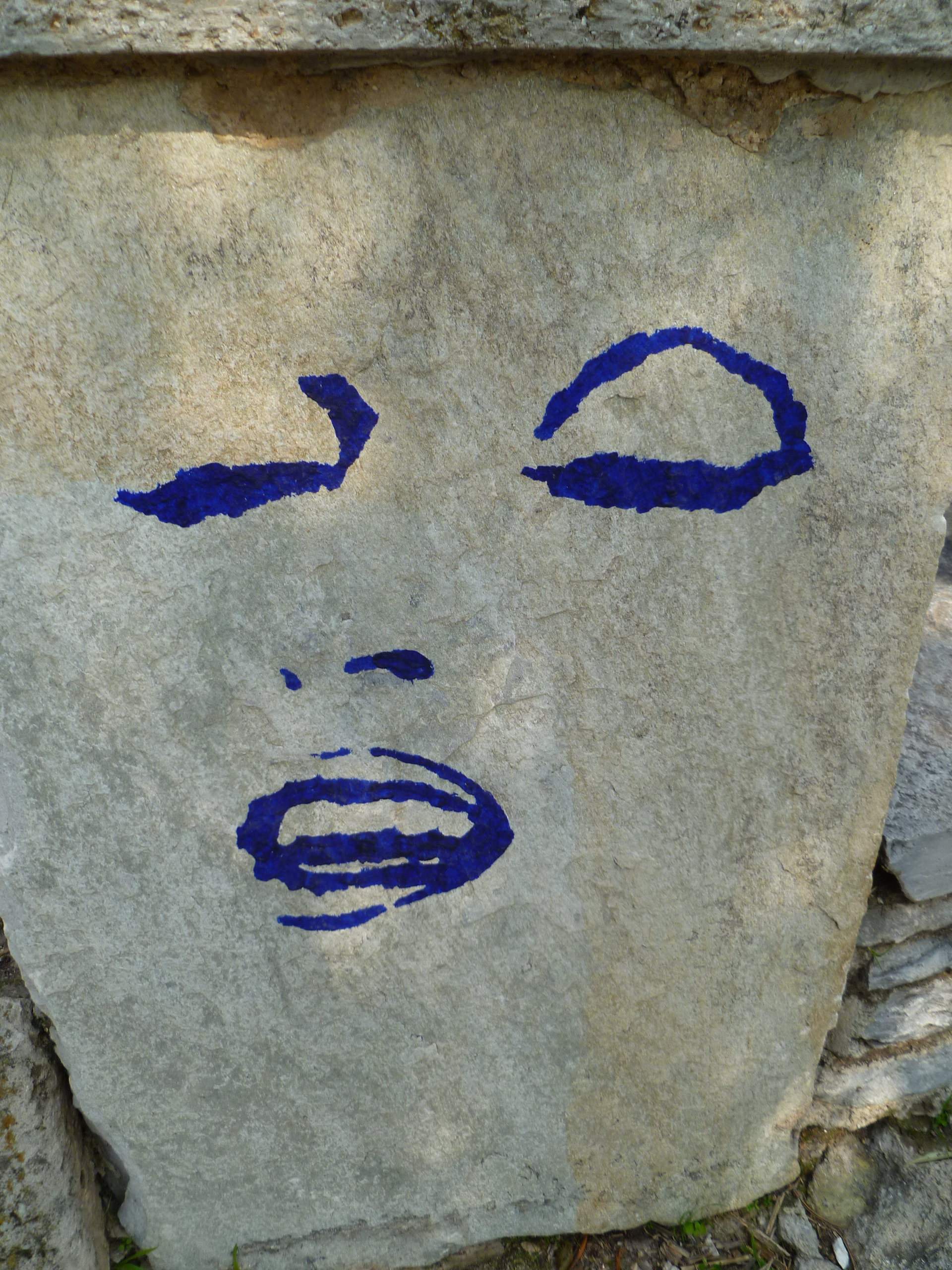
Arte urbana em Atenas, Grécia, inspirada na capa de Erotica.

Erotica foi o primeiro álbum de Madonna a receber o selo Parental Advisory devido ao seu "conteúdo sexual explícito" em músicas como "Did You Do It?", por isso foi proibido em alguns países asiáticos como China e Cingapura. Por esse motivo, foram criadas duas edições: uma versão "suave" que omitiu a referida canção e a explícita com as quatorze faixas e o selo Parental Advisory. Erotica foi lançado em disco compacto, de vinil e fita cassete pelas gravadoras Maverick Records e Sire. A primeira data de lançamento ocorreu no Reino Unido, em 15 de outubro de 1992, e no dia seguinte esteve disponível em CD nos demais países europeus, assim como na Austrália e Nova Zelândia. Em 20 desse mês, o vinil foi lançado nesses territórios e em todos os formatos nos Estados Unidos, enquanto no Japão ele foi liberado cinco dias mais tarde, sob a empresa Warner Música Japan. Em 13 de abril de 2012, foi lançado novamente na Europa e Oceania em vinil, desta vez pelo selo Rhino. Já nos Estados Unidos sua publicação nesse formato ocorreu mais de quatro anos depois, em 12 de agosto de 2016. Finalmente, em 19 de outubro de 2018, a Warner Bros. e Maverick colocaram o vinil de edição limitada à venda na Europa e Oceania.
A capa de Erotica foi tirada por Steven Meisel, sob a direção artística da empresa Baron & Baron Inc. (formada por Fabien Faron e Siung Fat Tjia), que também participou do design e das fotos de Sex. Na imagem há um close de uma expressão orgástica de Madonna, com os olhos fechados e a boca semiaberta. O título do álbum, aparentemente mal rabiscado, acompanha o nome da cantora. Algumas fotografias extraídas do livro foram incluídas no encarte da obra, como uma na qual a ela usa trajes característicos da prática BDSM enquanto brinca com um chicote e lambe um  braço, ou outra onde a mesma aparece sentada, amarrada e amordaçada. A contracapa contém uma imagem da cantora chupando com bastante "tesão" o dedão do pé de um homem. O jornalista e biógrafo J. Randy Taraborrelli observou que era necessário realmente ouvir a música para compreender a real intenção de Madonna em Erotica, porque "se o título em si não era um aviso, a capa do CD deixa claro a questão. Mark Bego, autor de Madonna: Blonde Ambition, sentiu que essa imagem "desagradável" era "demais", mesmo para alguns de seus fãs. Melinda Newman, da revista Billboard, comparou a capa com a do álbum da banda The Darling Buds, que curiosamente também foi intitulado Erotica e foi lançado duas semanas antes do de Madonna.

## Crítica profissional
Em termos gerais, Erotica recebeu comentários positivos de críticos de música e jornalistas. A autora Lucy O'Brien, em seu livro Madonna: Like an Icon, explicou que era "um desvio extremo" dos anteriores, pois mostrava uma Madonna se voltando para uma direção mais sombria e experimental. Definindo-o como um de seus trabalhos "mais corajosos e pessoais". Em sua crítica à Rolling Stone, Arion Berger atribuiu quatro estrelas de cinco para o projeto e elogiou seu som "frio e remoto", acrescentando que há nele "tudo o que Madonna tem sido acusada de ser — meticulosa, calculista, dominadora e superficial. Aceite essas acusações e responda com um álbum brilhante para reafirmar". Na Billboard, Paul Verna declarou: "Não deixe o título dele te enganar, [Erotica] é seu conjunto mais variado e criativamente desafiador até hoje". Joel Lynch, da mesma publicação, observou que "mostra a crescente vontade de Madonna de ampliar seus horizontes em termos de temáticas e técnicas de estudo". Dando três estrelas de cinco totais, Stephen Thomas Erlewine, do Allmusic, o adejtivou de "ambicioso" e um dos melhores e mais completos trabalhos de sua intérprete. Phil Sutcliffe, da revista Q, que concedeu mesma classificação, escreveu: "A maior surpresa é "Deeper and Deeper", que pode ser confundida com uma homenagem a Kylie. No entanto, a substância de Erotica reside em uma variedade de músicas diretas, quase íntimas, baseadas não na ideia do sexo, mas na experiência de outros relacionamentos". O crítico Stephen Sears, do portal Idolator, considerou o álbum mais rococó de Madonna e o elogiou por seus "sons estranhos e sentimentos sombrios". Robert Christgau deu a obra uma nota A e declarou que "[Madonna] não tem uma ótima voz, porque ela não precisa (para esta ocasião). Ela tem controle total [e] a letra não é fútil". Na opinião de Sérgio Melgaço, do jornal brasileiro Tribuna da Imprensa, este não era apenas o melhor álbum da intérprete, como também um dos melhores do segmento dance.
| Críticas profissionais        | Críticas profissionais |
| Avaliações da crítica         | Avaliações da crítica  |
| Fonte                         | Avaliação              |
| ----------------------------- | ---------------------- |
| AllMusic                      | [ 57 ]                 |
| Blender                       | [ 19 ]                 |
| Chicago Sun-Times             | [ 73 ]                 |
| Entertainment Weekly          | C+                     |
| Los Angeles Times             | [ 74 ]                 |
| Q                             | [ 69 ]                 |
| Rolling Stone                 | [ 23 ]                 |
| The Rolling Stone Album Guide | [ 75 ]                 |
| Slant Magazine                | [ 17 ]                 |
| The Village Voice             | A                      |

Escrevendo para o periódico britânico The Independent, Giles Smith prezou a evolução vocal de Madonna; "O erotismo é o cenário mais satisfatório que ela encontrou para a sua voz. [...] Aqui você poderá ouvi-la cantar sem vocais de apoio, uma ideia ousada, visto que, em suas primeiras gravações, [ela] soava como alguém com pouca aptidão natural". Charles Aaron, da revista Spin, sentiu que o disco era uma "observação corajosa e irrepreensível sobre a fria e trágica indiferença no sexo em tempos de [epidemia de] AIDS". Justin Chadwick, do portal Albumism, chamou-o de "um projeto conceitual do calibre mais cativante, mesmo que você não compartilhe ou simpatize com a perspectiva de Madonna". Alfred Soto, da Stylus, enfatizou que "cada faixa dançante emite sua própria energia idiossincrática; Há mais texturas inesperadas em Erotica do que em qualquer outro disco de Madonna. [...] Infelizmente, provou ser muito sofisticado para uma sociedade alienante dominada pelo The Bodyguard". Tony Power, do Blender, classificou o conjunto com quatro de cinco estrelas — a qual citou "Erotica", "Deeper and Deeper" e "Rain" como os seus destaques —, e concluiu escrevendo: "O fato de solistas (com exceção de Millie Jackson) nunca terem feito algo tão forte torna Erotica algo incrível e, também, emocionante". John Myers, do portal Yahoo!, observou que, musicalmente, é uma das suas melhores obras, aliada a arranjos musicais "igualmente astutos", e que oferece "um olhar inteligente sobre os tabus que nos ensinaram a ter medo de falar".
JD Considine, escrevendo no The Baltimore Sun, expressou que a coisa mais surpreendente sobre as músicas é que Madonna canta sobre o amor, não sobre o sexo. Já Roberto Muggiati, da revista Manchete, sentiu que havia menos sexo em Erotica do que na canção "Je t'aime... moi non plus", de Serge Gainsbourg e Jane Birkin; assim como há menos erotismo no som programado de Erotica que nos luxuriantes arranjos de Barry White nos anos 1970". Para o autor de Loco por Madonna. La Reina del Pop, Francesco Falconi, o disco representou uma nova transformação para a artista porque suas clássicas "baladas, dance music e canções cativantes são abandonadas para explorar sonoridades alternativas em que [ela] canta e fala, num rap que às vezes parece um pouco forçado". Reece Shrewsbury, da WhatCulture, adjetivou-o de "incrivelmente ambicioso e provocativo" e enfatizou que embora "possa não ter tantas faixas de destaque — devido ao seu forte foco em seus conceitos centrais e coesão —, é uma audição incrivelmente sólida e consistente". Ao passo em que Gabriel Orqueda, da revista argentina Silencio, o descreveu como "um equilíbrio perfeito entre o sujo e o sofisticado". O redator da Slant, Eric Henderson, entregou ao disco quatro estrelas de cinco totais. Na análise, ele o descreveu como sendo o "mais sombrio e politicamente gratificante" de Madonna, que "revelou uma compreensão completa da bipolaridade da experiência gay na era da AIDS". Samuel Murrian, da revista Instinct, disse que apesar de "nem todas [as músicas] serem uma obra-prima, a que fecha o álbum "Secret Garden", é. E pode-se dizer que "Deeper and Deeper" é tão boa ou melhor que 'Vogue'". Embora Sebas E. Alonso, da página mexicana Jenesaispop, tenha criticado a duração de algumas das músicas, ele prezou "a sua produção elegante e que resiste ao teste do tempo com dignidade, convertendo-se, eu não saberia dizer em que tempo, em um disco de adoração a todos seus fãs". Um redator da revista Gay Times afirmou que "musicalmente parece ultrapassado, mas as letras e as faixas, incluindo uma música comovente sobre amigos perdidos pela AIDS, estavam à frente de seu tempo".
Em resenhas mais negativas, James Hall, do The Daily Telegraph opinou que "[Erotica] carece da alegria de True Blue, da perfeição pop de Like a Prayer e da majestade de Ray of Light". Sal Cinquemani, da Slant Magazine, observou que a voz de Madonna soava "nasal e remota" e que "os ritmos de Pettibone são datados ao som de um gênero que governou uma década de artistas de um só sucesso, antes de ser substituído pelo hip hop comercializado". Concluiu premiando-o com quatro estrelas de cinco. Escrevendo para o NME, Priya Elan comentou que "trocar Patrick Leonard por Shep Pettibone foi uma jogada ousada que valeu a pena. Os ritmos fortes de house em Erotica ornam brilhantemente com o conteúdo lírico sexualmente explícito de faixas como "Deeper and Deeper" e "Thief of Hearts", mas ficavam excessivos para o álbum como um todo". Tarik de Souza, do Jornal do Brasil, opinou que nele sobrava sexo e faltava musicalidade. Acrescentando que a obra operava mais como "uma espécie de trilha sonora do livro Sex". David Browne, da Entertainment Weekly, concedeu ao registro uma classificação C+ e expressou que "possivelmente, [havia nele] as músicas dance mais deprimentes já feitas". Stephen Holden, do New York Times, afirmou que Erotica estava longe de ser o melhor disco da intérprete e que em muitas dessas canções faltavam a "amplitude musical e a agilidade confessional de Like a Prayer, que a estabeleceu como uma compositora pop madura". Charlotte Robinson, do portal PopMatters, refletiu que até então "Madonna sempre se gabava de sua sexualidade, mas pela primeira vez não havia nenhum senso de diversão ligado à ela, então [Erotica] parecia um tanto [...] sinistro".

## Promoção

### Aparições públicas e turnê

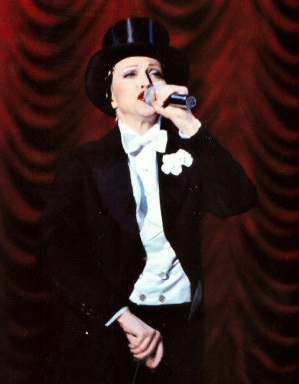
Para a promoção de Erotica, Madonna apareceu nos MTV Video Music Awards, realizado em setembro de 1993, onde ela cantou "Bye Bye Baby" usando smoking e cartola. Posteriormente, ela repetiu o mesmo figurino na The Girlie Show World Tour, como mostra a imagem.

Em 22 de outubro de 1992, a MTV exibiu um especial intitulado The Day In Madonna, um trocadilho com o título original do programa diário The Day in Rock. Apresentado por Kurt Loder, detalhou o lançamento simultâneo do álbum e do livro Sex. A cantora também apareceu na capa da edição de outubro da revista Vogue, cujas fotos foram tiradas por Meisel. Em janeiro de 1993, ele apareceu no programa Saturday Night Live e apresentou "Fever" e "Bad Girl". Depois de terminar este último, ela rasgou uma fotografia de Joey Buttafuoco dizendo ao público: "Vamos combater o verdadeiro inimigo!". Essa ação foi uma resposta a cantora irlandesa Sinéad O'Connor, que meses antes havia feito o mesmo com uma fotografia do então papa João Paulo II. Durante sua visita a milésima edição do programa The Arsenio Hall Show, em maio daquele ano, ela apresentou "Fever" em sua versão original; uma banda a acompanhou, enquanto ela usava um vestido preto e fumava um cigarro. Depois disso, cantou "The Lady Is a Tramp" com — o vocalista da banda Red Hot Chili Peppers —, Anthony Kiedis. Em 2 de setembro de 1993, ela abriu a cerimônia daquele ano dos MTV Video Music Awards executando "Bye Bye Baby". Para a performance, ambientada em um bordel em estilo burlesco, Madonna e suas vocalistas de apoio Donna De Lory e Niki Haris usaram smoking e uma cartola, enquanto três dançarinas de espartilho se juntaram a elas e realizaram uma coreografia sensual e provocativa.
A promoção de Erotica continuou com a The Girlie Show World Tour, que visitou as Américas, Ásia, Europa e Oceania. Segundo alguns críticos, foi a forma da cantora "reviver" sua carreira após a reação negativa ao seu livro e filme. A turnê recebeu o nome de uma pintura de Edward Hopper intitulada "Girlie Show". O irmão de Madonna, Christopher Ciccone, foi nomeado diretor da digressão. Foi dividido em quatro diferentes secções temáticas: Dominatrix, Studio 54, Weimar Cabaret, e um encore. Iniciou-se em Londres em 25 de setembro de 1993 e terminou em Tóquio em 19 de dezembro do mesmo ano. O show começava com a cantora vestida como uma dominatrix, cercada por dançarinas de topless, enquanto os momentos mais leves incluíram ela descendo do teto em uma bola de espelhos gigante usando uma peruca afro para cantar "Express Yourself" (1989), além da performance de "Like a Virgin" (1984) em que ela aparecia disfarçada da atriz Marlene Dietrich.
Várias polêmicas surgiram durante sua realização em diversos países. Em Porto Rico, Madonna esfregou a bandeira da ilha entre as pernas no palco, ato que foi considerado desrespeitoso pela população local. Judeus ortodoxos protestaram para forçar o cancelamento do concerto em Tel Aviv, Israel, devido à sua natureza sexual explícita. No entanto, não surtiram efeito, já que continuou como previsto. No Brasil, ela quebrou recordes de público: 86 mil e 120 mil pessoas compareceram as apresentações em São Paulo e Rio de Janeiro, respectivamente. Continua sendo o segundo maior público de todos os tempos no Estádio do Maracanã, no Rio, para um concerto de uma artista feminina em carreira solo, atrás da turnê Break Every Rule World Tour, de Tina Turner, que contou com a presença de 188 mil pessoas em 1988. Muitos críticos e fãs avaliaram que esta era sua melhor digressão até o momento, com o autor J. Randy Taraborrelli dizendo que "Madonna ainda poderia agradar seu público". Após a conclusão, foi relatado que arrecadou 70 milhões de dólares. O show de 19 de novembro de 1993, realizado no Sydney Cricket Ground, em Sydney, foi filmado. Mais tarde, ele foi incluído no filme-concerto The Girlie Show: Live Down Under, lançado em abril de 1994 e indicado aos Grammy Awards, na categoria de Melhor Videoclipe de Formato Longo.

### Singles

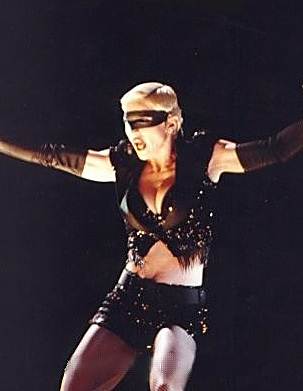
Madonna vestida de dominatrix, cantando "Erotica" como número de abertura da The Girlie Show World Tour.

A Maverick e a Sire lançaram seis singles de Erotica. A faixa-título, o primeiro deles, foi liberado em 13 de outubro de 1992. Obteve opiniões favoráveis da crítica e foi comparado ao single anterior de Madonna, "Justify My Love" (1990).). Do ponto de vista comercial, alcançou os cinco primeiros lugares nas paradas de países como Austrália, Itália, Portugal, Nova Zelândia e Reino Unido; assim como nos Estados Unidos, onde estreou na 13.ª posição da Billboard Hot 100 — tornando-se um dos maiores debutes na história do gráfico na época — e chegou até o terceiro posto. Já na genérica Hot Dance Club Play obteve o primeiro lugar. O videoclipe de acompanhamento apresentava imagens sexualmente explícitas — filmadas durante as sessões de fotos para Sex — destinadas a chocar o público. Após seu lançamento, a MTV o exibiu apenas três vezes depois da meia-noite, antes de bani-lo permanentemente de sua programação. O segundo single, "Deeper and Deeper", foi lançado na maioria dos países em 8 de dezembro. Os críticos elogiaram sua sonoridade e o adjetivaram de um "clássico atemporal" de Madonna. Em termos de sucesso nas paradas, alcançou o ápice na Itália e listou-se entre os dez primeiros na Bélgica, Estados Unidos, Nova Zelândia e Reino Unido. O videoclipe que o acompanha foi dirigido por Bobby Woods. Foi visto como uma homenagem ao artista Andy Warhol e ao diretor italiano Luchino Visconti, com a cantora interpretando uma personagem baseada em Edie Sedgwick, que sai para encontrar seus amigos e namorado em uma boate. "Bad Girl" foi publicada em 11 de março de 1993 como a terceira música de trabalho do projeto. Recebeu avaliações positivas dos críticos musicais, com alguns notando um afastamento da imagem altamente sexual da cantora na época. Oteve uma repercussão comercial moderada, tendo a 36.ª como melhor ocupação na Billboard Hot 100, convertendo-se no primeiro single de Madonna a não listar-se dentro dos 30 primeiros — uma sequência que começou com "Holiday" (1983) e encerrou com "Deeper and Deeper". Encontrou maior notoriedade na Itália, Países Baixos e Reino Unido, onde constou entre os dez primeiros colocados. Seu videoclipe marcou a colaboração final de Madonna com o diretor David Fincher; nele, ela interpreta Louise Oriole, uma empresária bem-sucedida, mas promíscua, de Manhattan, que se envolve em casos de uma noite com vários homens, até que um deles a assassina.
Em 28 de março, "Fever" foi lançado como o quarto foco de promoção de Erotica apenas na Europa e Austrália. A versão obteve uma recepção positiva comercialmente, pois qualificou-se entre os dez melhores postos na Irlanda, Países Baixos e no Reino Unido. Embora não tenha sido liberado comercialmente nos Estados Unidos, liderou o Dance Club Songs. Obteve críticas mistas da imprensa. Seu videoclipe, dirigido por Stéphane Sednaoui, apresenta alternadamente Madonna com uma peruca vermelha e pintura corporal prateada em uma variedade de fantasias dançando em frente a fundos caleidoscópicos e descolados. Em 5 de agosto, "Rain" foi distribuído como o quinto single de Erotica na Austrália e na Europa e como o quarto e último nos Estados Unidos. Os críticos o descreveram como uma canção de amor "alegre" e "honesta" e a consideraram um dos melhores trabalhos da artista. Ocupou a décima quarta ocupação no Billboard Hot 100, ao mesmo tempo em que listou-se entre os cinco primeiros na Austrália, Canadá e Reino Unido. O videoclipe correspondente, filmado pelo diretor Mark Romanek, apresenta a cantora em um cenário de filmagem. Foi indicado e venceu os troféus de Melhor Direção de Arte e Melhor Fotografia nos MTV Video Music Awards de 1993. A última faixa de trabalho, "Bye Bye Baby", só foi lançada comercialmente em alguns territórios em 15 de novembro. A obra recebeu análises geralmente mistas da mídia especializada, a qual prezou a sua composição e a letra, mas ficaram decepcionados com a entrega vocal de Madonna. No âmbito comercial, a Itália foi o único território em que classificou-se nas dez melhores posições, ficando em décimo quinto lugar na Austrália, vinte e oito na Suíça e quarenta e três na Nova Zelândia.

## Impacto e legado
"Em 1992, Madonna era um ícone—intocável, literal e figurativamente—e Erotica foi a primeira vez que a música de um artista assumiu um tom decididamente combativo, até mesmo ameaçador, e a maioria das pessoas não queria ouvi-lo. A indecisão irrefutável de Erotica provavelmente diz mais sobre a mentalidade de sexo a morte do início dos anos 90 do que qualquer outro documento musical de sua época. Esta não é Madonna em seu auge criativo. Esta é Madonna mais importante dela, para ela mais relevante. Ninguém mais no mainstream da época se atreveu a falar sobre sexo, amor e morte com tanta franqueza e destemor."

— O crítico da Slant Magazine, Sal Cinquemani, sobre o impacto do álbum.
O Rock and Roll Hall of Fame considerou-o um dos álbuns mais revolucionários de todos os tempos, observando que "poucos artistas, antes ou depois de Erotica, foram tão francos sobre suas fantasias e desejos. Madonna deixou claro que vergonha e sexualidade são mutuamente exclusivos. No final, o projeto abraçou e defendeu o prazer e permaneceu na vanguarda da revolução sexual dentro do pop". Eric Henderson, da equipe editorial da Slant, posicionou-o em 28.º lugar entre os 100 melhores discos da década de 1990 e descreveu-o como "uma obra-prima sombria". Miles Raymer, da Entertainment Weekly, avaliou que foi "seu álbum mais forte; produzido no auge de seu poder e provocação [...] ajudou a elevá-la de mera estrela pop a ícone que definiu uma era". Joel Lynch, da Billboard, declarou: "Se seus trabalhos anteriores foram um convite para celebrar a sexualidade sem vergonha, Erotica foi um desafio — de Dita Parlo, a implacável persona dominadora de Madonna — para testemunhar, e talvez até desfrutar, os tabus das relações sexuais da sociedade. No passado, isso já havia sido falado a partir da visão masculina, mas aqui ela não apenas devolveu essa visão, mas transformou o mundo inteiro em seu passivo". Néstor Villamor, do jornal digital espanhol The Objective, destacou que "o tempo tem mostrado a influência que Erotica teve, tanto pelo salto criativo que a sua música apresentou como porque, ao longo dos anos, o grande público aceitou que as mulheres também podessem falar sobre suas fantasias sexuais sem transforma-las em motivo de chacota". Da mesma forma, Shrewsbury, da WhatCulture, o viu como "um grande passo para a liberação sexual das mulheres", uma opinião compartilhada por Daryl Deino, do Inquisitr, que também o considerou "um momento revolucionário para o feminismo". Kurt Loder expressou que, embora a cantora não tenha sido "a primeira a explorar a sensualidade", ela ajudou as mulheres a "se libertarem" e serem "sexualmente francas". Justin Chadwick afirmou que isso era "inegavelmente revolucionário", pois "desconstruiu" os tabus sexuais e "evangelizou" a liberdade sexual.
Segundo J. Randy Taraborrelli, após o lançamento de Erotica "uma grande parte da sociedade pareceu reexaminar sua sexualidade. As questões relacionadas aos direitos da população LGBT estiveram na vanguarda das discussões sociais globais, tal como a crescente empatia para com o HIV. Uma geração parecia cada vez mais curiosa para explorar, sem culpa, vergonha ou escrúpulos, uma parte diferente da vida, algo mais provocativo, talvez mais rebelde". Na opinião do Gay Times foi "um dos maiores afrontes à branquitude, cristã e elitista na história da música pop". Barry Walters, da Rolling Stone, observou que a maior contribuição da obra foi o ato de "abraçar o 'outro', que neste caso eram as pessoas queers, afro-americanas, feministas de terceira onda, naturistas e pervertidos. Madonna pegou o que foi marginalizado durante a pior epidemia de AIDS, colocou-o em um contexto emancipado e apresentou-o para ser visto e ouvido por todos". Chadwick acrescentou que serviu como "um alerta muito necessário para os conservadores e sexualmente reprimidos, particularmente nos notoriamente puritanos Estados Unidos da América". Em seu livro Striptease Culture: Sex, Media and the Democratization of Desire, Brian McNair escreveu que após o lançamento do projeto, livros acadêmicos começaram a surgir sobre o "fenômeno Madonna", enquanto grupos feministas "pró e anti-pornografia" fizeram dela "um símbolo de tudo o que era bom ou ruim (dependendo do ponto de vista) sobre a cultura sexual contemporânea". Para Stephen Sears, do Idolator, foi um "desafio ao pop tradicional" que marcou seu período "mais sombrio e profundo", enquanto para Bianca Gracie, do canal de televisão Fuse, foi um dos "mais polêmicos e definidores da história" do gênero e aquele que "mudou para sempre o seu curso".
Sergio del Amo, do portal mexicano Jenesaispop, notou que seu "conceito obsceno (sem falar no livro Sex) foi completamente pioneiro na história da música de massa". Matthew Jacobs, do HuffPost, observou que ambas as obras "foram um golpe duplo que poderia ter destruído a carreira de Madonna. Não é todo dia que cantores pop pegam carona nus e "vivem" para contar sobre isso". Na revista colombiana Shock, José Plata mencionou que o álbum mostrava "um antes e um depois não só musicalmente, mas também em suas decisões empresariais". O profissional afirmou que com Erotica e a empresa de entretenimento Maverick, "o mundo conheceu a Madonna que estava pronta para os oferecer algo mais do que uma imagem focada no pop. Foi o pop tornado-se lascivo e comercializável, porque sim, o sexo vende e tê-lo presente em seu trabalho era um selo de garantia". Ignacio Gomar, do El País, declarou; "Erotica e principalmente Sex frustraram boa parte de seu público. Madonna deixou de ser uma diva para todos e se tornou uma artista mais experimental e apenas para adultos. Especificamente aqueles mais progressistas e, dentro destes, a população LGBT". Ele concluiu que "continua a ser a expressão mais ousada da sexualidade feminina na história da música". Em uma matéria publicada pela edição brasileira da Vice, a jornalista musical Débora Cassolato enalteceu Madonna por mostrar "os desejos sexuais da mulher, as fantasias, o BDSM, práticas que a família tradicional americana nem sabiam que poderiam existir embalada de um jeito pop, cool, com ela protagonizando", querendo dizer de um jeito simples "galera, isso aqui existe, é normal".
"É um disco ousado até, musicalmente [...] As críticas na época eram de: 'um disco menor', 'a Madonna só quer provocar' e 'musicalmente isso não significa nada'. Reescutando o disco hoje em dia você vê uma Madonna curiosa; ela sempre quer trabalhar com novos produtores, descobrir um caminho musical, às vezes acerta mais, às vezes acerta menos. A própria batida de Erotica é como um transe. Talvez não seja o mais popular, mas é um disco que você percebe a Madonna tentando um novo caminho. A polêmica em torno do álbum atrapalhou um pouco isso".
— Comentário do jornalista brasileiro Zeca Camargo sobre a recepção de Erotica.

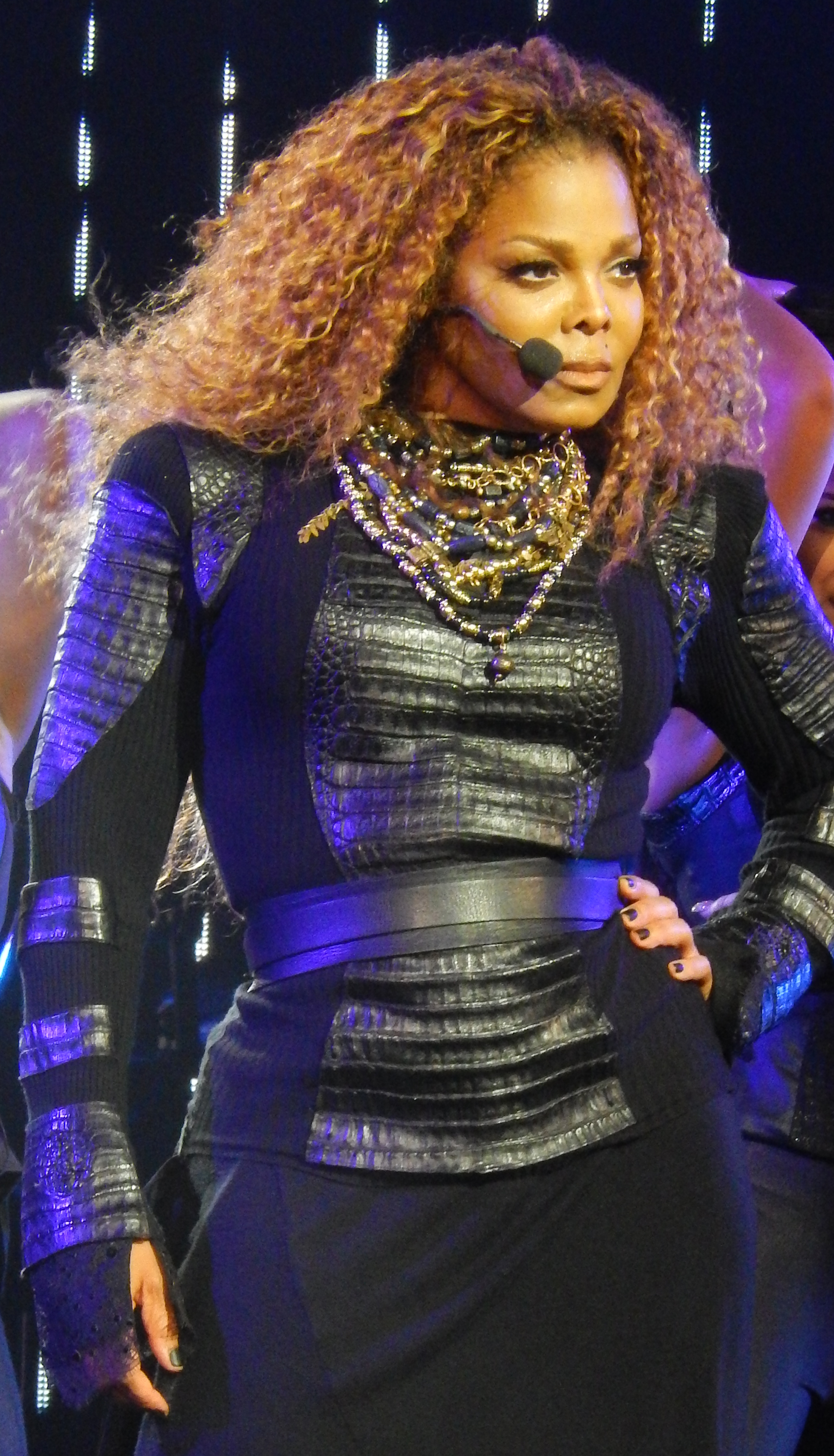
Vários críticos sentiram que Janet Jackson (foto) reproduziu influências de Erotica em suas obras, especificamente Janet (1993) e The Velvet Rope (1997).

Eduardo Viñuela, Igor Paskual e Lara González comentaram que apesar de "Erotica ser um de seus álbuns menos vendidos, acabou sendo o mais influente, o que mais marcou a forma de fazer música das grandes estrelas femininas que surgiram depois". Foi notada a influência da obra no trabalho de artistas como Britney Spears, Christina Aguilera, Pink, Lady Gaga, Nicki Minaj, Ariana Grande, Tove Lo, Rihanna e Cardi B, bem como na forma com que elas expressam suas assertividades sexuais dentro da indústria. Os críticos também notaram que Erotica inspirou os álbuns Janet (1993) e The Velvet Rope (1997), da cantora Janet Jackson; Daryl Easlea, da BBC, mencionou que ela era semelhante à Madonna em termos de estilo sonoro e lírico. O músico Doug Wimbish opinou que com Erotica, a cantora abriu um caminho para a próxima geração de artistas pop: "Ela impôs o seu ponto de vista como mulher e levou-o a sério. Isso estabeleceu o modelo para todas as Christinas, Britneys e Beyoncés". Joe Lynch, da Billboard, escreveu que o disco ocupa um "lugar crucial" no panteão do pop, estabelecendo um "plano nas próximas décadas para que os cantores sejam francos e evitem a exploração". Jeni Wren Stottrup, do Portland Mercury, compartilhou esse sentimento, afirmando que não deveria apenas ser reconhecido como um de seus melhores trabalhos, mas também como "um lembrete da verdadeira bravura que fez dela um ícone bravamente feroz", um trabalho que "só ela poderia ter feito. Ninguém chegou perto de replicá-lo e ninguém jamais o fará".
Erotica continua sendo o álbum mais deturpado e com maior reação negativa do catálogo de sua intérprete. Taraborrelli reconheceu que era lamentável que estivesse "historicamente ligado a momentos desfavoráveis" em sua carreira e garantiu que deveria ser reconhecido por seus próprios méritos, não apenas como algo relacionado aos outros dois projetos mais explícitos da artista — o livro Sex e o filme Body of Evidence — já que "tem valor real". Quando questionada sobre qual foi sua maior decepção profissional, Madonna respondeu: "O fato de Erotica ter sido esquecido por causa do Sex. [...] Isso me decepcionou, mas não estou decepcionada com o álbum em si [...] cada resenha do filme ou do disco foi na verdade uma resenha do livro. Era óbvio, não estavam nem falando das músicas [...] foi uma pena, mas eu superei". Wimbish observou que ela estava à frente de seu tempo: "Madonna era artista o suficiente para assumir o tons e nuances do que estava acontecendo e montar um conceito. Não foi apenas tentar fazer um disco. Ela lançou a Maverick, o livro, o Dick Tracy, namorou um famoso ator de Hollywood (Warren Beatty). Este foi seu primeiro álbum com um conceito. Isso simplesmente assustou todo mundo. Isso virou o sistema de cabeça para baixo por um momento e [a sociedade] teve que enfrentar isso". Shrewsbury opinou que o público "simplesmente não estava pronto para ver uma estrela pop, que já teve uma imagem suave, tomar posições tão provocativas". McNair observou que a cantora assumiu um risco financeiro com Erotica e que foi somente com o lançamento de Ray of Light (1998) que suas vendas e lucros voltaram aos níveis "pré-Erotica", mas concluiu que "o que ela perdeu em pagamentos de royalties, ela compensou com influência cultural". Federico del Val, do Indie Hoy, comentou que foi "talvez o único momento em que [Madonna] não agiu com base em sua figura como uma celebridade ou um produto de consumo de massa, tornando-se pela primeira vez uma artista totalmente dedicada a um conceito ousado que reivindica o direito ao desejo e ao hedonismo durante os anos mais sombrios da diversidade. Segundo o jornalista, ao longo dos anos tornou-se um "disco de culto e uma obra-prima amaldiçoada que não só expôs o seu lado mais prolífico como autora, mas também representou o ato mais subversivo perpetrado por uma artista mainstream na história da música popular".

## Alinhamento de faixas
A maioria das faixas foram produzidas por Madonna e Shep Pettibone, exceto onde indicado.
| N.º            | Título              | Compositor(es)                         | Produtor(es)   | Duração |  |
| 1.             | "Erotica"           | Madonna Shep Pettibone Anthony Shinkim |                | 5:17    |  |
| 2.             | "Fever"             | John Davenport Eddie Cooley            |                | 5:00    |  |
| 3.             | "Bye Bye Baby"      | Madonna Pettibone Shinkim              |                | 3:56    |  |
| 4.             | "Deeper and Deeper" | Madonna Pettibone Shimkin              |                | 5:33    |  |
| 5.             | "Where Life Begins" | Madonna André Betts                    | Madonna Betts  | 5:57    |  |
| 6.             | "Bad Girl"          | Madonna Pettibone Shinkim              |                | 5:21    |  |
| 7.             | "Waiting"           | Madonna Betts                          | Madonna Betts  | 5:46    |  |
| 8.             | "Thief of Hearts"   | Madonna Pettibone Shinkim              |                | 4:51    |  |
| 9.             | "Words"             | Madonna Pettibone Shinkim              |                | 5:55    |  |
| 10.            | "Rain"              | Madonna Pettibone                      |                | 5:24    |  |
| 11.            | "Why's It So Hard?" | Madonna Pettibone Shinkim              |                | 5:23    |  |
| 12.            | "In This Life"      | Madonna Pettibone                      |                | 6:23    |  |
| 13.            | "Did You Do It?"    | Madonna Betts                          | Madonna Betts  | 4:54    |  |
| 14.            | "Secret Garden"     | Madonna Betts                          | Madonna Betts  | 5:32    |  |
| Duração total: | Duração total:      | Duração total:                         | Duração total: | 75:24   |  |

## Créditos
Lista-se abaixo os profissionais envolvidos na elaboração de Erotica, de acordo com o encarte do álbum:
Locais
- Gravado nos estúdios Mastermix Recording e Soundworks (Nova Iorque).
- Masterizado em Sterling Sound (Nova Iorque).
- Direção e design de arte nos Baron & Baron Advertising.

Músicos
- Madonna: vocais principais, vocais de apoio
- Dave Murphy: vocais convidados, vocais de apoio
- Mark Goodman: vocais convidados, vocais de apoio
- André Betts: baixo, bateria, teclado, piano, cordas, sintetizador, sintetizador de cordas
- Donna De Lory: coros
- Glenn Dicterow: guitarra
- Anton Fig: bateria
- Niki Haris: coros
- Joey Moskowitz: bateria, teclado
- Paul Pesco: guitarra
- Shep Pettibone: teclado
- James Preston: teclado, piano, sintetizador de cordas
- Jimmy Preston: piano
- Anthony Shimkin: coros, teclado
- Dan Wilensky: saxofone
- Doug Wimbish: baixo

Composição e produção
- Madonna: composição, produção
- André Betts: composição, programação, programação de batería, produção.
- Eddie Cooley: composição
- John Davenport: composição
- Glenn Dicterow: maestro
- Mike Farrell: engenharia
- Mark Goodman: assistente de engenharia
- Goh Hotoda: mixagem
- Ted Jensen: masterização
- George Karras: engenharia, mixagem
- Jeremy Lubbock: arranjo, arranjo de cordas
- P. Dennis Mitchell: engenharia
- Joey Moskowitz: programação
- Shep Pettibone: composição, produção, engenharia, programação, sequência
- Sander Selover: programação
- Anthony Shimkin: composição, programação, programação de bateria, engenharia, sequência
- Emile Charlap: contratante

Design
- Jane Brinton: coordenadora de criação
- Fabien Baron: diretor artístico, design gráfico
- Siung Fat Tjia: director artístico, design gráfico
- Steven Meisel: fotografia

## Desempenho comercial

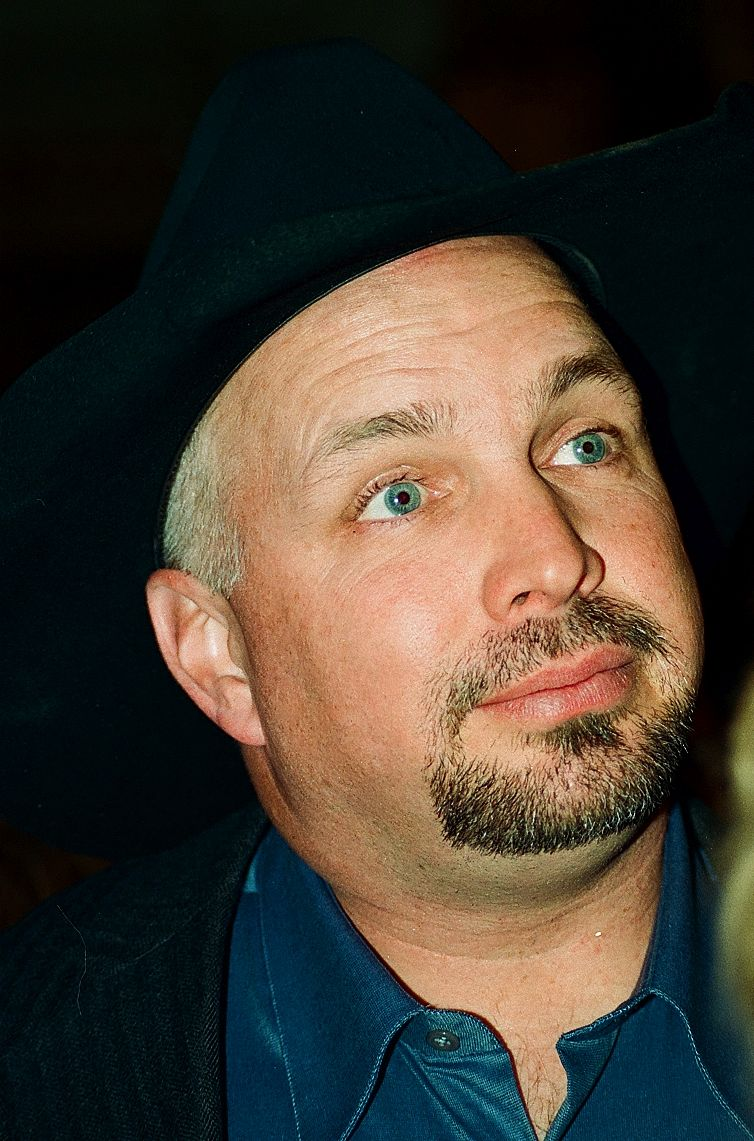
Nos Estados Unidos, Erotica estreou na segunda posição da parada Billboard 200, ficando atrás apenas de The Chase, de Garth Brooks (foto)

Nos Estados Unidos, Erotica estreou na segunda posição da Billboard 200, em 11 de novembro de 1992, vendendo 167 mil cópias na primeira semana de lançamento. Foi barrado de assumir o posto máximo pelo quarto álbum de estúdio de Garth Brooks, The Chase, que naquela mesma edição vendeu apenas 4 mil cópias a mais do que Erotica. Na semana seguinte, caiu para o quarto lugar e, com isso, tornou-se o primeiro álbum de estúdio de Madonna a não liderar a tabela desde seu lançamento de estreia, o auto-intitulado, de 1983. A Recording Industry Association of America (RIAA) reconheceu dois milhões de exemplares distribuídos no território com a emissão de dois certificados de platina. De acordo com a Nielsen SoundScan, Erotica já vendeu 1 milhão e 989 mil cópias no país até dezembro de 2016, além de 79 mil vendas adicionais que foram realizadas nos BMG Music Clubs e que a SoundScan não contabiliza. No Canadá, o conjunto estreou no número sete da tabela de álbuns da revista RPM em 7 de novembro de 1992. Moveu-se para o quarto lugar, que foi seu pico, em 21 do mesmo mês. Totalizou 38 semanas de permanência no gráfico, sendo certificado duas vezes com platina pela Music Canada (MC) ao vender 200 mil cópias. Nesse mesmo país, Erotica também entrou na lista divulgada pela revista The Record, onde ficou em terceiro lugar no dia 21 de novembro.
Nas regiões latinas da América, o conjunto foi melhor recebido; na Argentina, atingiu a liderança do compilado publicado pela Cámara Argentina de Productores de Fonogramas y Videogramas. Mais tarde, a empresa certificou-o como platina após serem registradas 240 mil compras. Já no Brasil, em 26 de novembro, debutou na nona ocupação da parada de vendas de discos de vinis — monitorada pelo Nelson Oliveira Pesquisa e Estudo de Mercado (NOPEM) e divulgada pelo Jornal do Brasil —, enquanto na de CDs debutou diretamente no ápice. Na atualização seguinte, saltou para o 3.º lugar entre os vinis e continuou a manter a liderança entre os CDs. Foi, posteriormente, reconhecido com disco de ouro pela Pro-Música Brasil (PMB), por comercializar mais de 100 mil unidades; tendo alcançado esse valor em menos de um mês após sua publicação. O projeto conquistou desempenho favorável na Ásia e Oceania, onde debutou no comando da australiana ARIA Charts, e foi certificado com três platinas pela Australian Recording Industry Association (ARIA) em recompensa às mais de 210 mil cópias faturadas na nação. Listou-se entre os cinco primeiros no Japão e Nova Zelândia. Nesse último, recebeu dois discos de platina pela Recording Industry Association of Japan (RIAJ) após 400 mil réplicas serem adquiridas. Na 7.ª edição dos Japan Gold Disc Awards, Madonna foi premiada como a Artista do Ano, com as vendas de seus discos gerando um lucro de 844 milhões de renminbis ao longo do ano, o equivalente, na época, a 6 milhões e 500 mil dólares. Na África do Sul, alcançou a vigésima oitava posição e, após comercializar 25 mil unidades, a Recording Industry of South Africa (RiSA) entregou a ela uma certificação de ouro.
Em terras britânicas, Erotica debutou na vice-liderança do UK Albums Chart em 24 de outubro de 1992. Esteve no posto por três atualizações — sendo impedido de alçar-se ao topo pela compilação da banda Simple Minds, Glittering Prize 81/92 —, e totalizou 38 semanas no gráfico. Foi reconhecido como platina pela British Phonographic Industry (BPI) por ter sido adquirido 600 mil vezes. Na França, o conjunto estreou no comando da Syndicat National de l'Édition Phonographique (SNEP) em 28 de outubro de 1992, onde permaneceu por duas semanas. Na Alemanha, classificou-se entre os cinco melhores postos do GfK Entertainment Charts e foi qualificado como ouro pelo Bundesverband Musikindustrie (BVMI) ao exceder de 250 mil exemplares. Ao redor da Europa, o projeto foi o vice-líder na Dinamarca e na Itália, enquanto na Bélgica, Espanha, Grécia, Irlanda e Suíça ficou entre os cinco primeiros colocados. Vendeu 1 milhão e 500 mil cópias no continente em sua primeira semana e, como consequência, liderou a European Top 100 Albums. No total, mais de seis milhões de réplicas da obra foram consumidas em todo o mundo.